# 托马斯·莫尔
托马斯·莫尔爵士（英語：Sir Thomas More；1478年2月7日—1535年7月6日），英格兰政治人物、作家、哲学家与空想社会主义者，為北方文艺复兴的代表人物之一。1516年用拉丁文写成《乌托邦》一书，此书对以后社会主义思想的发展有很大影响，被认为是“社会主义发展史五百年的起点 ”。
1478年生于伦敦的法官家庭，曾当过律师、财政副大臣、蘭開斯特公爵領地事務大臣、下議院議長、大法官。1535年，因反对英格兰国王亨利八世在英国自创圣公宗並實施政教合一政策，被亨利八世处死。1935年，教宗庇护11世托马斯·莫尔封圣，2000年，若望保祿二世宣布托马斯·莫尔为政治家和政客的主保圣人。

## 人生经历

### 早年生活
托马斯-莫尔于1478年2月7日出生在伦敦市的奶街，他的父亲约翰-莫尔爵士是一位成功的律师，后来成为法官，他的妻子是艾格尼丝（née Graunger）。在六个孩子当中莫尔排行第二。照当时的习惯,拉丁文是必修课，因此他首先就学于圣安东尼学校（Sankt-Anthony），该校当时被认为是伦敦最好的学校之一。 1490年至1492年，莫尔作为家仆为坎特伯雷大主教约翰·莫顿服务。莫顿热情地支持“新学”（学术研究，后来被称为“人文主义”或“伦敦人文主义”），他高度评价年轻的莫尔，认为莫尔有很大的潜力，并推荐他去圣玛丽学院或者坎特伯雷学院（地点位于现在的牛津大学，两个学院现在已不存在）学习。约翰·莫顿是一位有名的政治家，对英国政局，尤其对于玫瑰战争曾起过重要作用（他在1478年曾任英国大法官，后来附和亨利七世，而反对理查三世），年轻的莫尔深受他的影响。关于莫顿，托马斯·莫尔在《乌托邦》第一卷里写了这样一段话，“他说话流利中肯，精于法学，机智过人，过目不忘。既已得天独厚，而又加之以钻研练习，以致达于美善的境地。国王深依他的谏议，当我寄居他家时，他也是政府最宝贵的支柱。因他自由离开学校后就直接去供奉内廷，所以一生之中历尽风险劳顿，在艰难困苦中，他获得了不少经验，这种经验既由患难而得，所以自然不容易忘掉。”
1492年莫尔曾进入牛津大学深造拉丁文，两年后从牛津大学退学，转入新法学院进修。1496年在人文主义教育的中心、也是最能接近政界的林肯律师学院学习。1501年取得法庭律师资格。

### 政治生涯
1510年到1518年，莫尔进入伦敦市政厅工作，这是一个比较重要的地位，他在那里学到「要贏得信任，就是要诚实以对」和「做一个公仆」。1517年他以一个律師的身分进入皇宮。
莫尔在在担任律师期间，他接触了大量涉及到下层社会的讼案，目睹了广大人民群众所遭受的苦难。他主持公道，能够替受屈的人们撑腰，因而在伦敦很有名望。亨利八世早期反对宗教改革，这与莫尔的观点相吻合，因此莫尔深受亨利八世宠信。1518年，莫尔被任命为王室申诉法庭庭长、枢密顾问官。1521年任副财务大臣，并被封为爵士。1523年经大法官托马斯·沃尔西提名，莫尔被选为下议院议长。1525年受任命为蘭開斯特公爵領地事務大臣，1529年又取代沃尔西成为英国大法官，这是英国仅次于英王的第一号要人。

### 与亨利八世的关系
在亨利八世与罗马教廷决裂之前，因为反对路德新教，与莫尔之间君臣相处甚得。而莫尔的丰富经验，提高了他的威望。以至于他曾一度“飞黄腾达”。他进入枢密院只一个月以后，就被任命为理述官（Master of Requests），接着又被任命为枢密顾问官（Privy Councillor）。过了几年（1521年），亨利八世又任命他为度支官（Treasurer of the Exchequer），这是近乎财政大臣的职位，不久以后又被任命为兰开斯特公爵领地的首席大臣，直至1529年他一直担任着这个职务。他受勋爵士大概是在这个时期，不过这次受爵对他并没有发生什么作用。从此以后，他的名字上就掇上“爵士”这个头街了。
但是莫尔并没有因尊贵的地位而贿赂，正如他不曾因反对人民运动而无条件地屈服于王权一样。莫尔对于君王所采取的是一种不阿谀而独立的态度，在朝廷供职和宗教改革都不曾改变他的原则立场；他的立场是：国王原是人民的牧人，他的统治是不可缺的，至于向虐使人民的暴君屈膝投降，那就是一种可耻的举动了。当托马斯·沃尔西于1523年授意选他为上下两议院院长时，他就把这种心迹表白出来了。
不久，莫尔与亨利八世的愉快合作关系就发生了逆转。起因是亨利八世欲与王后凯瑟琳离婚，并转而寻求与新欢安·博林结婚为开端，前任重臣托马斯·沃尔西未能满足亨利八世愿望被解职，1529年莫尔提升为大法官。他并不乐意接受这个职位，但是别无选择。他曾表露：“我所承担的职务是充满困难和危险并且谈不到真实荣誉的职务。而且地位升得越高，跌得就越重，我的前任就是前车之鉴。如果不是深得国王恩宠，那么这个职位对我说来并不亚于达摩克利斯（Damocles）头上所挂的利剑。”由于罗马教廷不同意亨利八世与王后凯瑟琳解除婚姻，这使莫尔处于两难境地。由于亨利强令他到下议院宣读专家意见报告书，这些报告书都声明亨利的离婚是合乎法规的。这时莫尔认识到：再继续留在他的职位上，就与他的信念抵触，因而在1532年辞去了他的职位。

### 处决

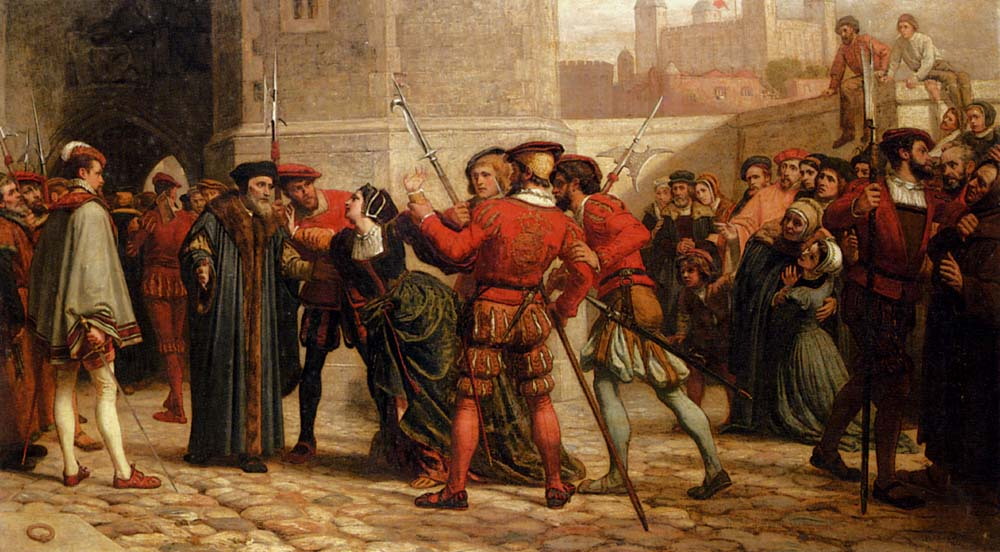
《被判死刑的托马斯·莫尔和女儿诀别》，威廉·弗雷德里克·伊姆斯

亨利八世为他的婚姻问题不惜与罗马教廷决裂，并建立一个独立于罗马教廷之外的英国圣公会与之分庭抗礼，并以国王作为教会的领袖。这对莫尔来说，无异于触犯了他的信仰底线。其焦点在于：国王是否应当成为教会的首领。如果主张，他不应当作教会首领，那就无异于说，亨利之被逐出教会是合法的，亨利不再是国王。因此，否认亨利是教会首领，就是大逆不道。1533年11月，国会通过《至尊法案》，确定国王为英国教会最高元首。此外，国会还规定：亨利的第一次婚姻失效，第二次婚姻合法。国会又决定凯特琳的女儿玛丽不得继承王位，并宣布安娜的女儿伊丽莎白为亨利的合法继承人。当时并起草了一个承认这个原则的誓辞，并分发给伦敦和威斯敏斯特的全体教士们，包括莫尔在内。莫尔不肯承认全部誓辞，可是表示愿意对有关王位继承的那一部分宣誓。他由于拒不宣誓，便遭逮捕，被囚禁在伦敦塔达一年多。但他始终拒绝宣誓。
1535年7月6日，他在伦敦塔中被处死刑。由于断头台做得不结实，当他走上断头台时，断头台摇摇晃晃。于是他便泰然自若地对牵着他的司狱长说：“请帮我上去，至于下来，让我独自负责好了。”他想对人们讲话，但是受到阻拦。他在祈祷之后，神色自若地对劊子手说：“兄弟，鼓起勇气来，这是你的职責，別害怕。我的頸子很短，出手準一點，別出丑。

## 人文主义理念
莫尔虽然政务工作繁忙，但对其所爱学科仍手不释卷。他不仅使其对于拉丁和希腊语言文学的知识日臻成熟，莫尔喜好希腊作家远甚于拉丁作家，在希腊哲学家当中，他最喜欢攻读研究柏拉图和柏拉图派的作品，莫尔的《乌托邦》曾受了柏拉图《理想国》的影响，柏拉图的《理想国》在许多方面是《乌托邦》的模型。从莫尔在其《乌托邦》序言中所发表的一首短诗中可以看出他在写《乌托邦》时，就对柏拉图的国家理想充满着憧憬：

　　由于是少有的荒芜之邦，才获得乌托的称号，
　　现在成了柏拉图国的竞争主角，
　　或者还要有加无已的远较高超，
　　它只限于对人物、政权和优越立法用文字刻划，
　　我却不托空言促使都成实践，
　　无愧于心地我现应改叫幸福之邦。

在《乌托邦》中，莫尔抨击了当时的圈地运动，认为圈地运动是“羊吃人”。在莫尔的理想社会里，私有制被废除，产品归全社会所有，公民在政治上一律平等，人人参加劳动。但由于时代的局限，这个理想的社会是以农业和手工业生产为基础，而且还有奴隶存在。

## 宗教观
莫尔虽然始终是一个虔诚的天主教徒，但同时他又是一个人文主义作家，因此他对当时的罗马天主教以及社会持有强烈的批判态度，他的批判锋芒从下级教士到主教乃至教皇。同时期的德西德里乌斯·伊拉斯谟是莫尔的至交，他住在莫尔家期间，在莫尔的鼓励下写出了《愚人颂》，对这本书莫尔也参与了写作，手稿完成之后，莫尔寄到巴黎并在1511年出版并引起轰动，以至于罗马教廷将其列为禁书。他在1532年的《驳丁达尔的回答》（Widerleyung von Tyndalls Antwort）中，曾经写道：在教皇以上应当设立一个总教会会议，以便对教皇进行告诫和惩罚，而且当教皇屡教不改时，最后还应当加以废黜。但即便如此，莫尔始终没有与罗马天主教决裂。当宗教改革开始时，莫尔在宫廷成为英国国王的重臣，最初亨利八世断然表示反对宗教改革，拥护教皇。他甚至发表了一部书来反对路德关于七圣礼的说法。这部书是于1521年以亨利的名义出版，但是这部书被认为是由莫尔代笔。

## 婚姻家庭
1505年，27歲的莫尔娶了他的第一任妻子──小他五歲的珍·柯爾特。根據莫尔的女婿和第一位莫尔傳記作者威廉·羅普（William Roper）表示，莫尔原本打算娶約翰·柯爾特的第二個女兒，但是後來又感覺到這樣子珍·柯爾特會感到羞辱與丟臉，因為她的妹妹比她早婚。
這段婚姻生活很快樂，他們有四個小孩：包括三個女兒──瑪格麗特（Margaret Clement）（莫尔最喜愛的小孩，暱稱為Meg）、伊莉莎白（Beth）和西西莉（Cicely/Cecy），和一個兒子──約翰（傑克）。他們家，不僅僅只有他自己的小孩，他另外還領養了一個孤兒──瑪格利特·吉格斯。他是一位很忠實的父親，當他不在家時，他通常都要求他的孩子們給他寫些東西，即使他們並沒有什麼特別的事情要和他說。而且，他並不是一個愛炫耀和凡事都要贏過他的孩子們的父親。他希望女人和男人一樣聰明，所以他教育他女兒的時間和精力就和他教育他兒子的時間和精力是一樣的，這在當時是很少見的。1511年，珍去世，莫尔以最快的速度娶了他的第二任妻子，這樣他的小孩子們才會有母親。
他的第二任妻子愛麗絲·米德頓大他7歲，是個寡妇。她和莫尔並沒有小孩，即便如此，莫尔仍認養了一個小孩並命名為愛麗絲。莫尔說愛麗絲·米德頓“既非珍珠，亦非少女”（原文為“nec bella nec puella”），其意義為她既不漂亮也不年輕。伊拉斯謨甚至刻薄地描述了她的鼻子是“鳥身女妖的鷹勾鼻”。即使在現實上他們的角色大不相同，但是莫尔和他的妻子充滿深情，雖然他不會用教育或訓練珍的方式來教育她。在莫尔寫給他自己的碑文中，他讚揚珍幫他生了四個小孩，也讚揚愛麗絲當了個溫柔的繼母；他公開宣布他無法說出他最愛哪一任妻子，也表示希望他們死後能團圓。

## 传记及大众文化
- 为托马斯·莫尔写传记的人有：
  - 托马斯·莫尔的女婿威廉·罗普
  - 坎特伯雷副主教尼可拉斯·哈普斯菲德（英语：Nicholas Harpsfield）
  - 德西德里乌斯·伊拉斯谟
  - 托马斯·莫尔的曾孙，克雷沙克雷·莫尔
- 在1966年英国电影《良相佐国》中，由保罗·史考菲饰演托马斯·莫尔。
- 在2006年“Showtime”连续剧播出的《都铎王朝》中，由杰瑞米·诺森饰演托马斯·莫尔。